# Episema rubellina
Episema rubellina là một loài bướm đêm trong họ Noctuidae.